# Rudesindo Marín
Rudensindo Marín (Zaragoza, 1837-Madrid, 1891) fue un pintor y escenógrafo español.

## Biografía
Nacido en 1837 en Zaragoza, se dedicó a la escenografía. En 1860, con motivo de los festejos celebrados en Zaragoza al ser visitada la ciudad por Isabel II, participó en los trabajos de obeliscos y transparentes dispuestos por el Ayuntamiento de Zaragoza. Fue autor también en Zaragoza de la pintura interior del teatro estrenado en 1864 en el Liceo artístico y literario. Trabajó en los teatros de Madrid, en las decoraciones de la zarzuela La varita de virtudes, La Virgen de la Paloma y El salto del pasiego, entre otras muchas, además de en el techo del teatro de la Alhambra, en colaboración con Gómez Lanzuela, entre otras obras, tanto en la provincia de Madrid como fuera de ella. Fallecido en 1891 en Madrid,fue padre del arquitecto Mariano Marín Magallón.